# Vuurtoren van Anvil Point
De vuurtoren van Anvil Point (Anvil Point Lighthouse) bevindt zich aan de Engelse zuidkust in het graafschap Dorset op ongeveer 1,8 km ten zuiden van de kuststad Swanage. De vuurtoren dient als een oriëntatiepunt voor schepen die gebruikmaken van Het Kanaal en daarbij de Engelse kusten volgen. Schepen die naderen uit het oosten en op de toren aansturen kunnen zo Christchurch Ledge vermijden, een rif ter hoogte van het district Christchurch. Schippers oriënteren zich ook door middel van de lijn die gevormd wordt door het licht van Anvil Point en dat van de vuurtoren van Portland Bill, die meer naar het westen gelegen is. Het complex op Anvil Point is eigendom van Trinity House. Na de automatisatie in 1991 werd het beheer van de installatie overgenomen door het Planning Centre van deze vennootschap in Harwich in het Engelse Essex. Trinity House is verantwoordelijk voor de navigatiemiddelen in Engeland, Wales, Gibraltar en de Kanaaleilanden.

## Kenmerken en uitrusting

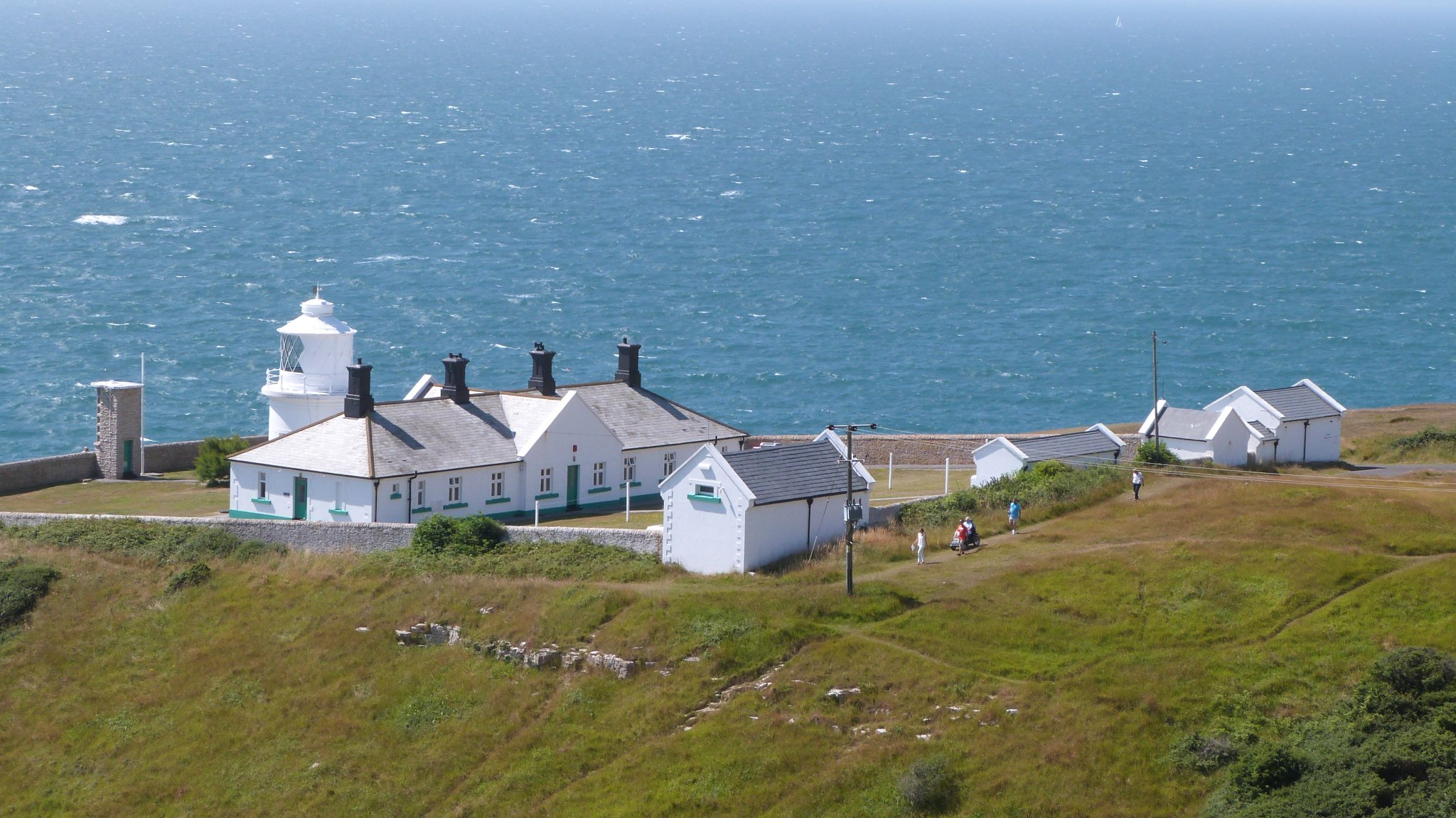
Het volledig ommuurde complex bevindt zich in het natuurgebied van het Durlston Country Park.

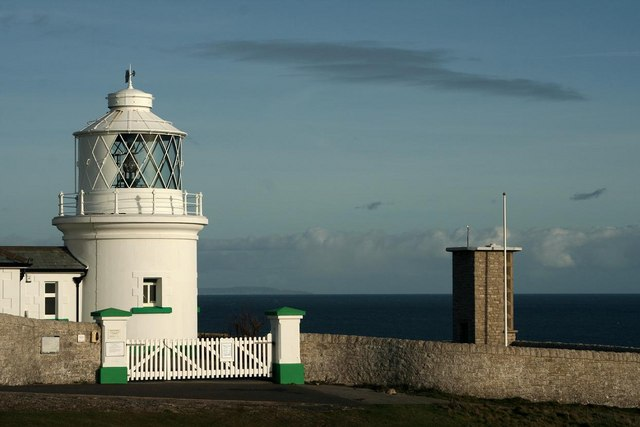
Aan de rechterzijde is de toren zichtbaar waarin het uitgeschakelde mistsignaal was ondergebracht.

De toren staat op een volledig ommuurd terrein waarop zich drie aaneengesloten woongelegenheden bevinden. De twee buitenste verblijven waren voorzien voor de vuurtorenwachters die vaste dienst hadden. De woning die tussen de twee in was gebouwd bood onderdak aan de wachter die de aflossing verzorgde. De woongelegenheden zijn met de vuurtoren verbonden door een overdekte gang. Aan de achterzijde van het complex staan nog een aantal kleinere gebouwen die onder andere als garage, machinekamer en stapelplaats gebruikt worden.
De witte vuurtoren is 12 m hoog en cilindervormig. Rond het lichthuis werd een galerij aangebracht die met een gietijzeren balustrade werd afgewerkt. Op de oorspronkelijke lens werd een ledlantaarn geïnstalleerd waarvan het uitgestraalde licht een sterkte heeft van 1.080 candela en zichtbaar is tot op een afstand van 9 zeemijl (ongeveer 16,6 km). Het lichtkarakter van de toren bestaat uit een witte schittering om de 10 seconden.

## Geschiedenis

### Indienststelling
De toren werd ontworpen door James Walker, de toenmalige hoofdingenieur bij Trinity House, en opgericht in 1881. Het gebruikte bouwmateriaal was Portlandsteen die ter plaatse gewonnen werd. Joseph Chamberlain, de vader van de Britse politicus Neville Chamberlain werd in zijn hoedanigheid als toenmalig transportminister met de opening van de toren belast. De eerste lichtbron bestond uit een brander die werd gevoed met paraffinedampen.

### Elektrificatie
Het lenzensysteem dat in gebruik was sinds 1881 werd in 1960 vervangen door een roterende fresnellens van de vierde orde met zes lenspanelen en een brandpuntsafstand van 250 mm. In datzelfde jaar werden ook de nodige aanpassingen doorgevoerd zodat de toren met het elektrisch net kon verbonden worden. Hierdoor kon een gloeilamp met een vermogen van 1.000 W en een lichtopbrengst van 500.000 candela geïnstalleerd worden, waarna het licht zichtbaar werd tot op een afstand van 24 zeemijl (ongeveer 44,44 km). De oorspronkelijke lens uit 1881 werd met de bijhorende lichtapparatuur overbracht naar het Science Museum in Londen, waar ze tentoongesteld werd.
In 1981 werd  het mistkanon verwijderd dat zich op een dak bevond en bij slechte zichtbaarheid om de vijf minuten een schot loste. In de plaats kwam een installatie met elektrische toongeneratoren. Deze apparatuur werd in een gebouw ondergebracht dat voor de vuurtoren werd opgetrokken. Dit mistsignaal werd een aantal jaar later buiten gebruik gesteld.

### Automatisatie en vermindering lichtsterkte
De volledige automatisatie van het station werd doorgevoerd in 1991, toen Trinity House het beheer overnam vanuit Harwich. De laatste vuurtorenwachters verlieten de gebouwen op 31 mei 1991.
Na de beslissing van Trinity House om de rol van de toren te reduceren tot een minder belangrijk navigatiemiddel werd in 2012 het roterende systeem uit 1960 buiten dienst gesteld en een ledlantaarn boven de lens geïnstalleerd. Hiermee werd de zichtbaarheid van het licht teruggebracht van 19 zeemijl (ongeveer 35 km) tot 9 zeemijl (ongeveer 16,6 km). Het uitgeschakelde systeem werd niet uit de toren verwijderd. Omdat zonnestraling in een stilstaande fresneloptiek brand kan veroorzaken werd de lens afgedekt. Het lichtkarakter van de toren bleef na deze aanpassing behouden op een witte flits om de 10 seconden. De vroegere verblijven van de vuurtorenwachters werden na de automatisatie ten dele verhuurd als vakantiewoningen.

## Geregistreerd monument en natuurgebied
Het complex bevindt zich in het natuurgebied Durlston Country Park dat voor het grootste gedeelte werd gekwalificeerd als Site of Special Scientific Interest. Door deze aanduiding krijgt het park de status van een gebied met een bijzondere geologische of biologische waarde. De toren en bijhorende gebouwen werden op 21 maart 1983 ingeschreven als grade II listed building op de Statutory List of Buildings of Special Architectural or Historic Interest. Hiermee werd het complex erkend als een bouwwerk van speciaal belang dat in zijn huidige toestand moet bewaard blijven en daartoe ook moet worden onderhouden.